# Adriana Esteves
Adriana Esteves Agostinho Brichta (Río de Janeiro, 15 de diciembre de 1968) es una actriz brasileña conocida por sus trabajos en cine, televisión y teatro.
Ha sido dos veces nominada al Emmy Internacional como mejor actriz en una serie dramática: en 2011 por su papel como Dalva de Oliveira en la miniserie Dalva e Herivelto: uma Canção de Amor y en 2017 por su papel de Fátima en la miniserie Justicia de la Rede Globo. De esta manera es la tercera actriz brasileña en tener dos nominaciones al Premio Emmy Internacional a la mejor actriz junto con Fernanda Montenegro y Lília Cabral.
Hija de la artista plástica Regina Esteves Agostinho y del médico Paul Philip Agostinho, Adriana estudió ballet y teatro cuando era niña y comenzó su carrera artística a los dieciséis años como modelo después de dejar de ser bailarina. Es licenciada en Publicidad por la Universidad Gama Filho e ingresó a la televisión como presentadora del programa Evidências, emitido por Rede Bandeirantes en 1988.
El reconocimiento internacional le tocó a su puerta al interpretar a Carminha en la superproducción brasileña Avenida Brasil, el cual recibió grandes elogios y comentarios de su actuación por parte de la audiencia, también es considerada como una de las grandes villanas en toda la historia de las telenovelas brasileñas.

## Carrera profesional

### 1988-1997: primeros trabajos
La primera aparición de Adriana en telenovelas fue como extra en Vale Tudo en 1988, en donde interpretó a una modelo. Un año más tarde, en 1989, participó en la «Estrela Por Um Día», de Domingão do Faustão. Esta participación en el programa de la Rede Globo abrió las puertas de la estación para Adriana, que en ese mismo año debutó como actriz en la telenovela Top Model. En 1990 en la novela Meu Bem, Meu Mal sorprendió a todos y fue elogiada por la crítica y el público, y ese mismo año es nombrada como la sustitución de Regina Duarte, como la «nueva novia en Brasil». En 1992 recibió su primer papel protagónico, como la joven Marina Batista en Pedra sobre Pedra. En la trama, hizo pareja romántica con Maurício Mattar. Sus personajes se reunían viviendo un verdadero «Romeo y Julieta», ya que sus padres, interpretados por Renata Sorrah y Lima Duarte, vivían en pie de guerra. Al año siguiente, estuvo en la telenovela Renascer como la fogosa Mariana. 

### 1995-2011: cambio de estación y retorno a Rede Globo
En 1995 fue elegida para participar en la película As Meninas, basada en la novela homónima de Lygia Fagundes Telles, y protagonizó la miniserie Decadência. En 1996, se trasladó a SBT, en donde protagonizó Razão de Viver. En 1997 regresó a Globo y protagonizó A Indomada, en donde interpreta a Eulalia, en la primera fase, y Helena, en la segunda fase. En 1998 interpretó a la villana Sandra en la telenovela Torre de Babel, y fue considerada la mejor actriz de ese año. En el 2000, protagonizó El clavel y la rosa, donde vivió el papel de la feminista Catarina Batista, un personaje que se considera una de sus actuaciones más importantes en el drama de la televisión nacional. En 2002 interpretó a la villana cómica Amelinha en la telenovela Corazón de Estudiante, donde conoció a su actual marido, Vladimir Brichta, con quien tendría un hijo (Vicente). Poco después protagonizó Kubanacan, donde vivió a la cantante de cabaret, Lola, de Carlos Lombardi. Participó en la primera fase de Señora del destino como la villana Nazaré Tedesco. También trabajó en A Lua me Disse, como Heloísa. En 2006 también realizó un breve pero importante papel como Stella Assumpção, la madre de la protagonista Júlia (Gloria Pires) en Belíssima. Además de la televisión, también se desempeñó en el teatro. Ya en el cine encarna a la cómica limpiadora Olympia en la película Trair e Coçar É Só Começar, basada en la obra de teatro homónima.

### 2007-2011: series y nominación a los Emmy
Desde 2005 hasta 2009, dio vida a la ama de casa Celinha en Toma Lá, Dá Cá, una exitosa serie brasileña de comedia en formato de comedia. Mientras grababa Toma Lá, Dá Cá, Adriana participó en la miniserie Dalva e Herivelto: uma Canção de Amor, interpretando a la cantante Dalva de Oliveira, un papel por el que fue nominada a un premio Emmy Internacional a la mejor actriz en 2011. La miniserie se emitió en enero de 2010, cuando estaba completamente grabada. En el mismo año actuó en el episodio «A Vingativa do Méier», de la serie As Cariocas. En 2011 fue escalada para dar vida a la paleontóloga Julia, la protagonista de Dinosaurios y robots, que a su vez hace su tercera pareja romántica con Marcos Pasquim.

### 2012-presente: consagración internacional
En 2012 apareció como la villana Carmen Lucía «Carminha» Moreira de Souza en la telenovela Avenida Brasil, creada por João Emanuel Carneiro, cosechando elogios de la crítica y logrando ser elegida como mejor actriz en 2012, ganando varios premios, incluyendo el mejor del año y el trofeo Imprensa. Carminha, su personaje, fue considerada como uno de los más grandes villanos de las telenovelas brasileñas, al igual que el de Flora en La favorita (también de João Emanuel Carneiro). Aunque en 2012 fue nombrada por la revista Time como una de las cien figuras más influyentes en Brasil, la actriz declaró que no realizará ningún trabajo en 2013, deseando solo descansar.
En 2015 vuelve a la televisión como Tania Drummond en la miniserie Felizes para Sempre?. Meses después fue confirmada para ser la antagonista en la telenovela  Mujeres ambiciosas como la villana Inês Junqueira. En 2017 fue nominada por segunda vez al Premio Emmy Internacional a la mejor actriz por su trabajo en Justicia. En 2018 es la antagonista principal en la telenovela Nuevo sol como la villana Laureta. En el mismo año, protagonizó la serie dramática Assédio, siendo muy elogiada por su actuación. En 2019 fue la protagonista de la telenovela Amor de mãe, Thelma.

## Filmografía

### Cine
| Año  | Título                         | Personaje        | Notas               |
| ---- | ------------------------------ | ---------------- | ------------------- |
| 1991 | Inspetor Faustão e o Mallandro | Cantante         |                     |
| 1995 | As meninas                     | Lorena           |                     |
| 1998 | Tiradentes                     | Bárbara          |                     |
| 1999 | O Trapalhão e a Luz Azul       | Juliana/Anajuli  |                     |
| 2006 | Trair e Coçar É só Começar     | Olímpia          |                     |
| 2015 | Minions                        | Scarlet Overkill | Doblaje (portugués) |
| 2015 | Real Beleza                    | Anita            |                     |
| 2016 | Mundo Cão                      | Dilza            |                     |
| 2016 | Canastra Suja                  | Maria            |                     |
| 2018 | Siempre juntos                 | Sônia            |                     |
| 2019 | Marighella                     | Clara            |                     |
| 2020 | Medida provisória              | Isabel           |                     |

### Televisión
| Año        | Título                      | Personaje                       | Notas                            |
| ---------- | --------------------------- | ------------------------------- | -------------------------------- |
| 1988       | Vale Tudo                   | Modelo                          | Figurante                        |
| 1989       | Top Model                   | Tininha                         | Secundaria                       |
| 1990       | Meu Bem, Meu Mal            | Patrícia Melo                   | Protagonista                     |
| 1991       | Caso Especial               | Marina                          |                                  |
| 1992       | Pedra sobre Pedra           | Marina Farias Batista           | Protagonista                     |
| 1992       | Você Decide                 |                                 |                                  |
| 1992       | Especial Leandro e Leonardo | Novia de Leandro                | Participación especial           |
| 1993       | Renascer                    | Mariana                         | Protagonista                     |
| 1994       | Você Decide                 |                                 |                                  |
| 1995       | Decadência                  | Carla                           |                                  |
| 1995       | A Comédia da Vida Privada   | Maria Helena                    |                                  |
| 1996       | Didi Malasarte              | Lili                            | Especial fin de año              |
| 1996       | Razão de Viver              | Zilda                           | Protagonista                     |
| 1997       | La indomable                | Lúcia Helena / Eulália          | Protagonista                     |
| 1998       | Mulher                      | Liliana                         | Participación especial           |
| 1998       | Torre de Babel              | Sandra da Silva (Sandrinha)     | Villana                          |
| 2000       | El clavel y la rosa         | Catarina Batista                | Protagonista                     |
| 2001       | Brava Gente                 | Marina                          |                                  |
| 2002       | Corazón de estudiante       | Amélia Mourão (Amelinha)        | Villana                          |
| 2003       | Kubanacan                   | Lola Calderón                   | Protagonista                     |
| 2004       | Señora del destino          | Nazaré Tedesco (joven)          | Villana                          |
| 2005       | A História de Rosa          | Rosa                            | Participación especial           |
| 2005       | A Lua Me Disse              | Heloísa                         | Protagonista                     |
| 2005       | A Turma do Didi             | Ella misma                      | Participación especial           |
| 2005       | Sitcom.br                   | Mãe                             |                                  |
| 2005       | Toma Lá Dá Cá (piloto)      | Celinha                         | Especial fin de año              |
| 2006       | Belíssima                   | Stella Assumpção                | Participación                    |
| 2007-2009  | Toma Lá Dá Cá               | Celinha                         | Comedia                          |
| 2010       | Dalva e Herivelto           | Dalva de Oliveira               | Protagonista                     |
| 2010       | As Cariocas                 | Celi                            | Episodio: «A vingativa do Méier» |
| 2011       | Dinosaurios & robots        | Júlia Freire de Aquino          | Protagonista                     |
| 2012       | Avenida Brasil              | Carmen Lúcia (Carminha) Fonseca | Villana                          |
| 2015       | ¿Final Feliz?               | Tânia Drummond                  | Protagonista                     |
| 2015       | Mujeres ambiciosas          | Inês Ferraz                     | Villana secundaria               |
| 2016       | Justicia                    | Fátima                          | Protagonista                     |
| 2018       | Nuevo sol                   | Laureta Bottini                 | Villana principal                |
| 2018       | Acoso                       | Stela Nascimento                | Protagonista                     |
| 2019-2021  | Corazón de madre            | Thelma Viana                    | Protagonista                     |
| 2024- 2025 | Mania de Você               | Mércia                          | Actriz de Reparto                |